# Lothar Meyer

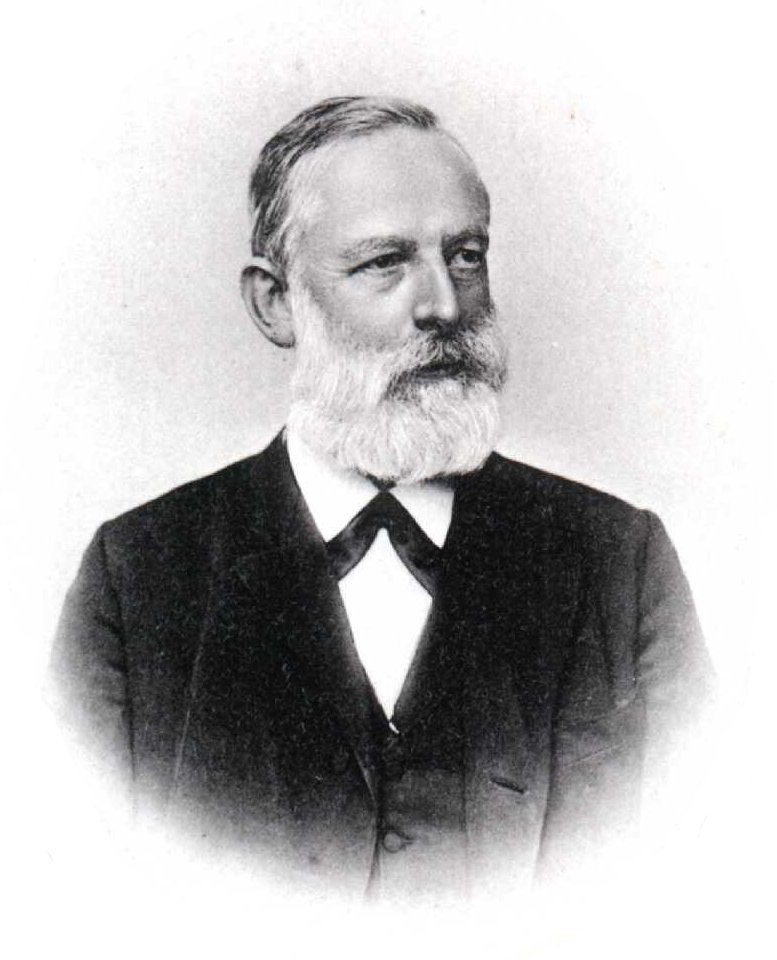
Lothar Meyer.

Julius Lothar Meyer, född 19 augusti 1830 i Varel, Oldenburg, död 11 april 1895 i Tübingen, Württemberg, var en tysk kemist; bror till Oskar Emil Meyer.

## Biografi
Meyer var professor i Karlsruhe 1868–1876 och professor i Tübingen från 1876 till sin död.
År 1864 framställde han en tidig version av det periodiska systemet för grundämnena och gjorde också en utvidgad version 1870. 
Han arbetade alltså samtidigt med Dmitrij Mendelejev men helt oberoende av denne. Mendelejev var dock först att publicera sina resultat och har därför fått äran för upptäckten.